# 吉川覚
吉川 覚（よしかわ さとる、1906年2月7日 - 1978年1月26日）は、日本の内務・警察官僚、弁護士。福井県最後（第36代）の官選知事だが、現地には赴任しなかった。

## 経歴
1906年（明治39年）、徳島県海部郡の海産物商の家に生まれる。熊本時習中学、第七高等学校造士館を卒業。1929年（昭和3年）10月、文官高等試験行政科試験に合格。1930年（昭和5年）3月、東京帝国大学法学部英法科を卒業、内務省に入省し宮崎県内務部土木課兼地方課に勤務。12月、宮崎県知事官房文書課長。以後、島根県警察部警務課長、同特別高等警察課長、熊本県警察部特別高等警察課長、内務省警保局保安課勤務、北海道庁拓殖部長、愛媛県経済部長、軍事保護院援護局指導課長、防空総本部総務局疎開課長、同施設局人員疎開課長、島根県内政部長、兵庫県経済部長などを歴任する。
1947年（昭和22年）3月14日、官選第35代福井県知事の小幡治和が4月の第1回統一地方選挙で行われる知事選挙への立候補準備に伴い一旦辞任したことを受け、第36代福井県知事の辞令を受けるも現地へは赴任せず3月20日付で辞任した。そのため、小幡が4月12日の知事選で当選するまでの間は県庁の北栄造内務部長（後に第4-5代知事）が知事代理となった。同年5月、民選初代兵庫県知事の岸田幸雄に招かれて兵庫県庁に入庁し、総務部長を経て副知事に就任する。
1954年（昭和29年）、県庁内で組織的な裏金作りが行われていると告発して岸田に反旗を翻すが、岸田は吉川の告発を「事実無根」として吉川を罷免する。しかし、吉川はこの後も岸田の監督責任追及を掲げて連日のように記者会見で岸田の辞任を迫り「県政の爆弾児」と呼ばれた。神戸地検の捜査は吉川が裏金作りの首謀者として名指しで非難した公房長（現在の知事公室長に相当）が起訴猶予処分となったことで不発に終わったが、岸田は「県政混乱の責任を取る」として半年弱の任期を残して辞任し12月12日に出直し選挙が行われる。この選挙は吉川・岸田の共倒れに終わり、社会党推薦の阪本勝が当選した。
兵庫県知事選で落選した後は弁護士となり、衆議院議員総選挙に5回立候補しているが5回とも全候補者中最下位で落選している。
- 1955年（昭和30年） 第27回（兵庫1区、無所属）
- 1958年（昭和33年） 第28回（兵庫1区、日本国民大衆党公認）
- 1960年（昭和35年） 第29回（徳島全県区、諸派）
- 1963年（昭和38年） 第30回（兵庫1区、無所属）
- 1967年（昭和42年） 第31回（兵庫1区、無所属）

1978年（昭和53年）1月26日死去。享年73（満71歳没）。